# جامعة هل

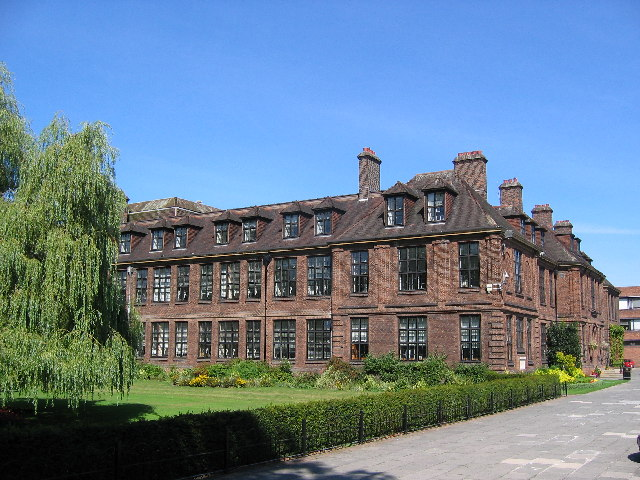
مبنى فن التابع لجامعة هل

جامعة هل (بالإنجليزية: University of Hull)‏ هي جامعة إنجليزية مقرها مدينة هل بمقاطعة إيست رايدينج أوف يوركشير، أنشئت سنة 1927 ويقع حرمها الرئيس في منطقة سكنية بشمال هل على طريق كوتنغهام (وتقع فيه مدرسة طب هل يورك، التي أنشئت بالتعاون مع جامعة يورك)، كما يتبع الجامعة حرم آخر أصغر حجماً في مدينة سكاربورو الواقعة على ساحل يوركشاير الشمالية. كما تعد جامعة هل شريكًا في المركز الجامعي المزمع إنشاؤه في غريمزبي بمقاطعة شمال شرق لينكولنشاير باسم «معهد غريمزبي للتعليم المتقدم والعالي».
عمل بالجامعة الشاعر الإنجليزي الكبير فيليب لاركن (1922 ـ 1985)، الذي شغل وظيفة كبير أمناء مكتبة برينمور جونز الجامعية ثلاثين عامًا. كما عمل بالجامعة أيضًا شاعر البلاط السابق السير أندرو موشن.

## التاريخ

### الكلية الجامعية

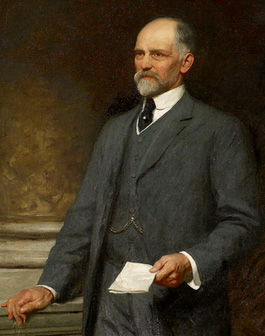
توماس فيرينز (1847-1930)، المتبرع الرئيسي الذي قام بتمويل تأسيس الكلية الجامعية في هال

تم وضع حجر الأساس لـكلية هل الجامعية، والتي كانت آنذاك كلية خارجية لجامعة لندن في عام 1927 من قبل الأمير ألبرت، دوق يورك (الذي أصبح فيما بعد ملكًا باسم جورج السادس). تم بناء الكلية على أرض تبرع بها مجلس مدينة هال واثنين من المتبرعين المحليين، توماس فيرينز وجي إف جرانت. وبعد مرور عام، تم افتتاح 14 قسمًا في العلوم البحتة والفنون بـ 39 طالبًا. كانت الكلية في ذلك الوقت تتألف من مبنى واحد، يُدعى الآن مبنى فين (على اسم عالم الرياضيات جون فين، الذي ولد في هال).
يضم المبنى الآن المركز الإداري للجامعة. وتشمل المباني المبكرة الأخرى مبنى كوهين، الذي كان يضم في الأصل مكتبة الكلية، ومبنى العاملين الذي تم بناؤه عام 1948 باسم اتحاد الطلاب.
مع التوسع السريع في أعداد الطلاب الذي حدث في الخمسينيات من القرن الماضي، تم إيواء العديد من الأقسام الأكاديمية في مبانٍ مؤقتة، تُعرف بالعامية باسم «الأكواخ»، مما أعطى الحرم الجامعي طابع «معسكر الجيش الأكاديمي».
على الرغم من أن العديد من المباني القديمة في حرم هال الجامعي من الطوب الأحمر، إلا أنها ليست جامعة من الطوب الأحمر بالمعنى الدقيق للكلمة، حيث لم يتم تأسيسها كجزء من حركة الجامعة المدنية في أواخر العصر الفيكتوري والإدواردي. تم تصنيف هال، مع أصولها في عشرينيات القرن الماضي، على أنها «جامعة مدنية أصغر سناً» ويتم وضعها بين «جامعات الطوب الأحمر» و «جامعات بلايجلاس» التي تأسست في الستينيات.
كان أول مدير للكلية هو آرثر إي مورجان (1926-1935)، والثاني كان جون إتش نيكلسون (1935-1954)، الذي شغل أيضًا منصب النائب الأول لرئيس الجامعة عندما مُنحت الكلية وضع الجامعة (1954-1956)).

### شعار الجامعة
تم تصميم شعار الجامعة من قبل السير ألجيرنون تيودور كريج في عام 1928، وهو يتكون من الرموز وهي شعلة التعلم، وردة يوركشاير، والتويج الدوقي من أحضان مدينة هال، وزهور لينكولنشاير والحمامة، التي ترمز إلى السلام، من أحضان توماس فيرينز.
تم إعادة استخدام هذه الرموز لاحقًا لإنشاء شعار الجامعة الحالي. يتضمن الشعار اسم الأب المؤسس للجامعة في تورية لاتينية.

### الامتياز الملكي
حصلت الكلية على امتيازها الملكي في 6 سبتمبر 1954. وقد مكنها ذلك من منح شهادات خاصة بها، مما يجعلها ثالث جامعة في يوركشاير ورقم 14 في إنجلترا. كانت السنوات 26 بين تشكيل الكلية الجامعية ومنح الامتياز هي الأقصر في تاريخ تكوين الجامعة في إنجلترا حتى ذلك الوقت. في غضون عام من منح الامتياز الملكي. تضاعفت طلبات الدراسة في الجامعة الجديدة، وفي عام 1956، تجاوز عدد الطلاب 1000 طالب للمرة الأولى.

### الصولجان
تتجسد السلطة الأكاديمية واستقلالية الجامعة بشكل رمزي في صولجان الاحتفالية. صُنع الصولجان من الفضة المطلية بالذهب، ويشتمل على أجهزة من شعار جامعة هال، وقد قدمه رئيس بلدية هال إلى الجامعة في ديسمبر 1956. كهدية من المدينة، فإنها تعكس أيضًا العلاقة الوثيقة بين «المدينة والرداء» الموجود في هال. يُحمل الصولجان في موكب ويعرض في جميع احتفالات الجامعة الكبرى.

### التوسع في عقدي 1950 و1960

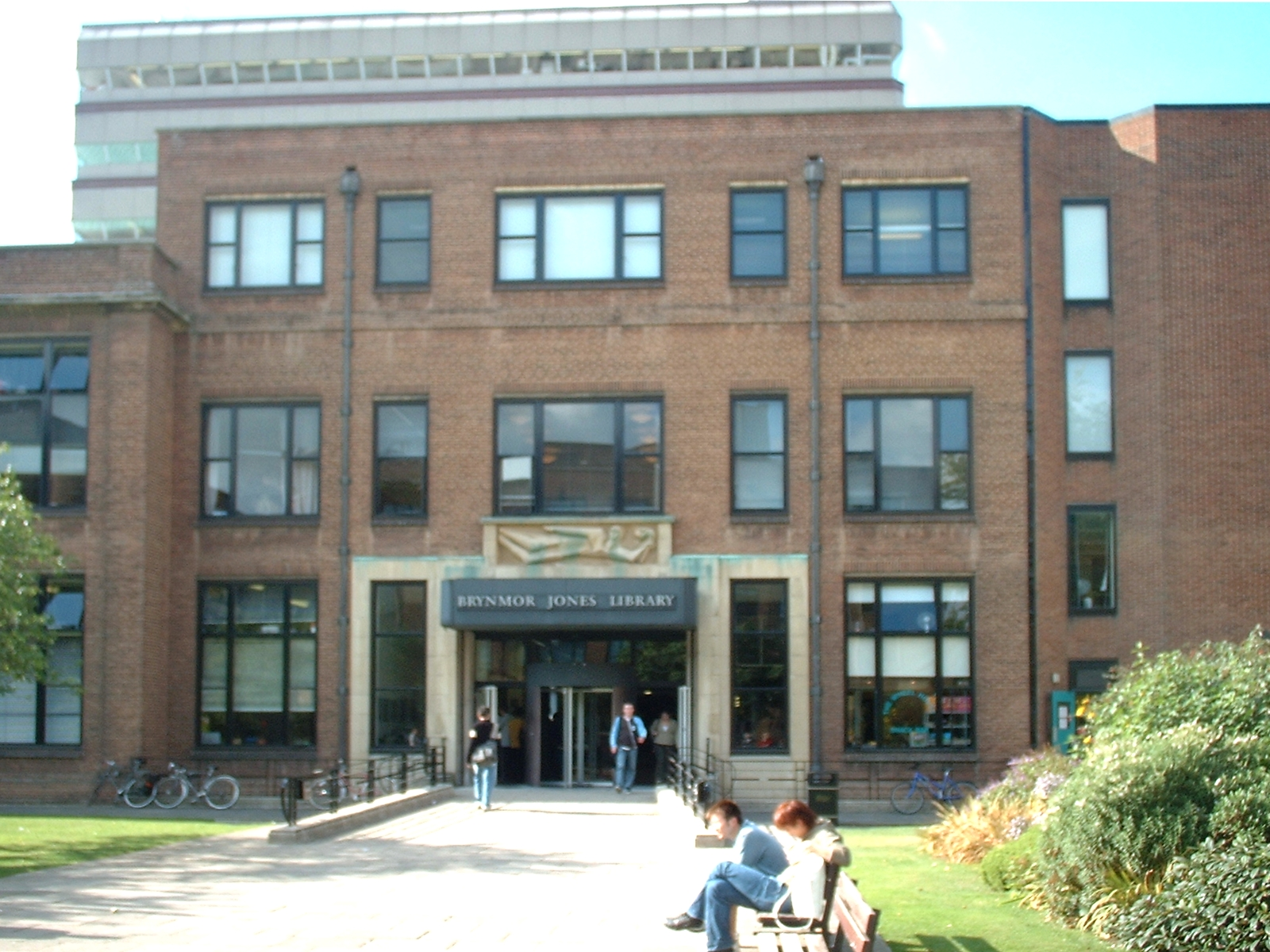
مكتبة برينمور جونز

تزامنت فترة التوسع السريع لجامعة هال مع نائب مستشار السير برينمور جونز (1956-1972)، والتي تضاعفت خلال فترة وجوده أربع مرات.
تم تشييد مكتبة برينمور جونز، والتي تضم أكثر من مليون مجلد، على مرحلتين: اكتملت المرحلة الأولى بالكامل في عام 1959، مع توسيع مبنى البرج رسميًا في عام 1970. خلال الخمسينيات والستينيات من القرن الماضي، تم بناء عدد كبير من المباني الأكاديمية، بما في ذلك مبني لاركن وويلبرفورس.
أطلق السير ليزلي مارتن والذي يُعد مهندسًا جامعيًا «خطة مارتن» لعام 1967، حيث تصور حرمًا جامعيًا بأعلى المباني في الوسط محاطًا بمباني تتناقص في الارتفاع باتجاه المحيط. وخلال تلك الفترة تم نقل معظم الأقسام الموجودة في مبانٍ مؤقتة إلى مبانٍ جديدة مشيدة لهذا الغرض. ومع ذلك، كانت الكيمياء الحيوية لا تزال موجودة جزئيًا في «كوخ» خلف مبنى فين في أوائل الثمانينيات. انتهت هذه المرحلة المبكرة من التوسع من خلال البناء في عام 1974، بعد هذا العام لم يكن هناك المزيد من البناء الأكاديمي في الحرم الجامعي حتى عام 1996. ومع ذلك، تضاعف عدد الطلاب في هذه الفترة، حيث أصبحت الجامعة عالية الكفاءة في استخدام مخزونها من المباني الموجودة.

### تقنية الكريستال السائل
في عام 1972، ابتكر جورج جراي وكين هاريسون بلورات سائلة مستقرة في درجة حرارة الغرفة في مختبرات الكيمياء بالجامعة، والتي حققت نجاحًا فوريًا في صناعة الإلكترونيات والمنتجات الاستهلاكية. أدى ذلك إلى أن تصبح هال أول جامعة تحصل على جائزة الملكة للإنجاز التكنولوجي للتطوير المشترك للمواد طويلة الأمد التي جعلت من الممكن عرض الكريستال السائل.

### التوسع في القرن 21
في عام 2000، اشترت الجامعة موقع في بلدة سكاربورو بالإضافة إلى مبنيين متصلين.
حدث توسع كبير آخر في عام 2003، عندما تم شراء مباني الحرم الجامعي السابق لجامعة لينكولن، والتي كانت تقع مباشرة بجوار الحرم الجامعي الرئيسي لجامعة هال. أدى الاستحواذ إلى زيادة حجم حرم كوتينجهام رود بأكثر من الثلث. كان أكبر عمل توسع منفرد في تاريخ الجامعة. احتلت جامعة هال بالكامل المباني المكتسبة حديثًا في العام الدراسي 2005 ؛ المنطقة التي أصبحت الحرم الغربي للجامعة. يضم الموقع الآن كلية هل يورك للطب وكلية إدارة الأعمال.
في عام 2012، بدأت الجامعة التجديد الطموح لمكتبة بريمير جونز، بقيمة 28 مليون جنيهًا إسترلينيًا مشروع سيحول مكان العمل السابق المكون من 7 طوابق لفيليب لاركين، إلى مركز تعليمي مناسب للطلاب لسنوات قادمة. اكتمل المشروع في عام 2015.

### مركز تاريخ هال
يقع مركز تاريخ هل، الذي تم افتتاحه في عام 2010 وسط مدينة هل، ويُعد الهدف الرئيسي للمركز توحيد مقتنيات مجموعات الدراسات المحلية لمكتبة هال سيتي ومحفوظات جامعة هال وتدار بالشراكة بين مكتبة المدينة ومكتبة الجامعة.

### مدينة الثقافة 2017

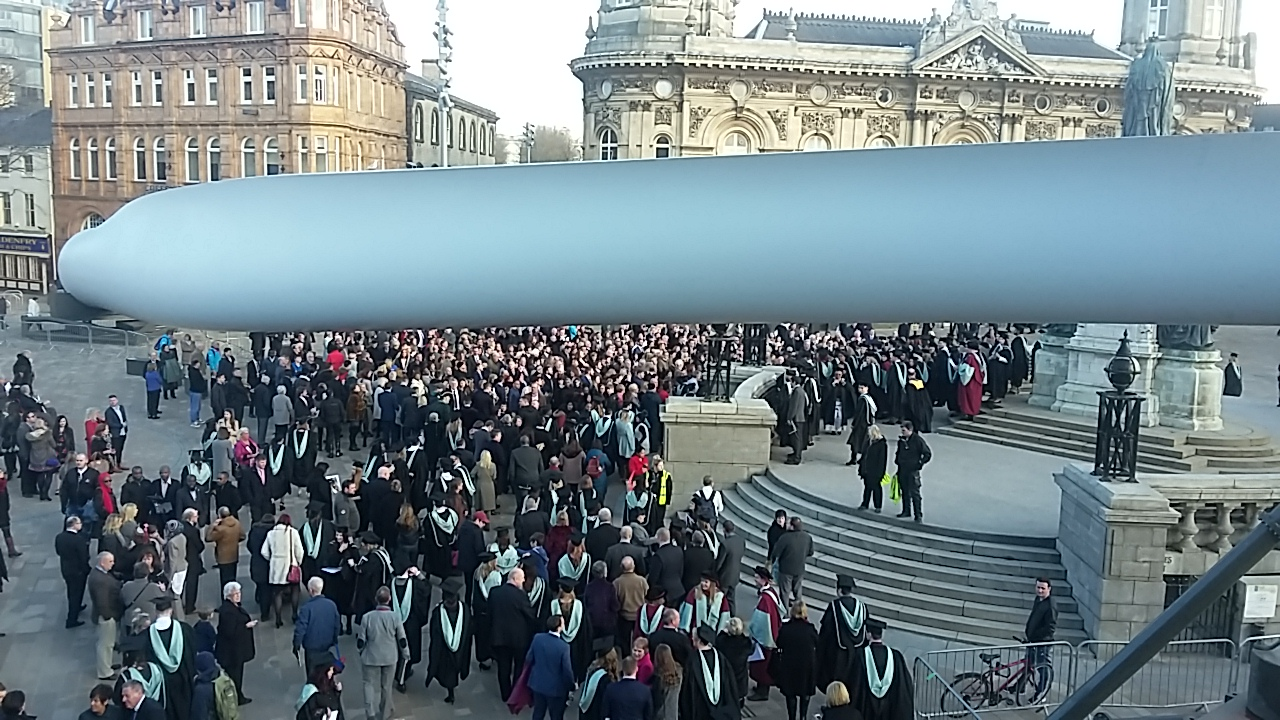
خريجو حفل أقيم في جامعة هال يجتمعون خارج هال سيتي هول تحت تركيب بليد، وهو جزء من احتفالات هال المملكة المتحدة للثقافة 2017

كانت الجامعة شريكًا رئيسيًا في محاولة المدينة لتصبح مدينة الثقافة في المملكة المتحدة في عام 2017. بالإضافة إلى المشاركة في التخطيط والتحضير للمناقصة، شاركت الجامعة وموظفوها وطلابها في العديد من فعاليات العام. على سبيل المثال، خلال الموسم الأول الذي امتد لثلاثة أشهر، عرض متحف هل البحري تركيبًا متعدد الوسائط يصور حوتًا مقوس الرأس.  صممه طلاب من كلية هل للفنون والتصميم مع الموسيقى من قبل طلاب من جامعة هل.
تضمن الحدث الافتتاحي للعام بأكمله، في الفترة من 1 إلى 7 يناير، عرضًا للوسائط المتعددة يسمى القادمون والمغادرون والذي تأثر بشكل كبير بعمل الدكتور نيك إيفانز حول أنماط الهجرة من وإلى هل.

## الحرم الجامعي
يقع الحرم الجامعي الرئيسي في منطقة سكنية في نورث هل على طريق كوتنغهام. للجامعة حرم جامعي أصغر في سكاربورو على ساحل شمال يوركشاير.
يقع الحرم الجامعي الرئيسي لجامعة هل في الضواحي وليس في المناطق الحضرية. كما يحتل الحرم الجامعي الرئيسي موقعًا واحدًا محددًا بوضوح وهو قائم بذاته فيما يتعلق بتقديم الطعام والترفيه للطلاب والموظفين. بالإضافة إلى ذلك، يحتوي الحرم الجامعي على مبنى كبير لاتحاد الطلاب، والذي يوصف غالبًا بأنه أحد أفضل المباني في الدولة، وملاعب واسعة ومرافق رياضية أخرى. تضم قرية كوتنغهام الكبيرة الواقعة على المشارف الشمالية الغربية لهول بعض أماكن إقامة الطلاب المملوكة للجامعة.

### كلية سكاربورو الجامعية
جامعة هل: كان حرم سكاربورو عبارة عن حرم جامعي تابع للجامعة يقع في سكاربورو، شمال يوركشاير، وفيه ما يقرب من 2000 طالب. كان سابقًا مؤسسة للتعليم العالي تقدم درجتي البكالوريوس، وقد حصلت جامعة هل على المبنى في عام 2000 وهو يقدم دورات تعليمية، لا سيما على المستوى الابتدائي، بالإضافة إلى دورات في علم الأحياء البحرية، والوسائط الرقمية، ودراسات مسرح تكنولوجيا الموسيقى، والسياحة الإدارة، وعدد من دورات الأعمال واللغة الإنجليزية.
في أبريل 2014، أصدرت الجامعة بيانًا مفاده أن حرم سكاربورو «ليس مستدامًا على المدى المتوسط إلى الطويل»، وفي يونيو عقدت استشارة عامة تحدد مستقبل الحرم الجامعي مع وضع نموذج أكاديمي جديد في الاعتبار. في مارس 2015 أُعيد إلى اسمه السابق.

## البرامج الأكاديمية

### كلية العلوم والهندسة

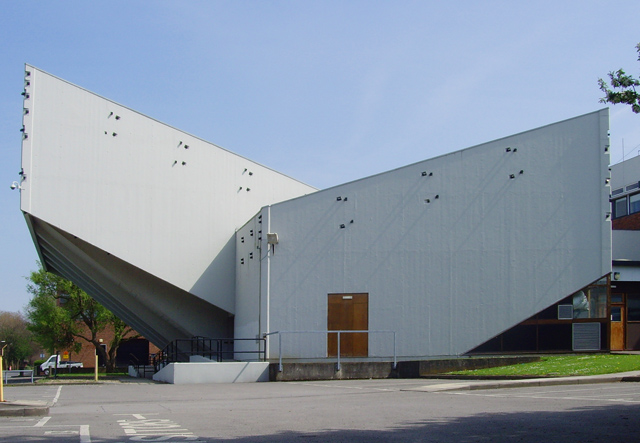
مسارح المحاضرات الملحقة بمبنى العلوم التطبيقية

- كلية الهندسة وعلوم الكمبيوتر: الهندسة الكيميائية، الهندسة الكهربائية والإلكترونية، علوم الكمبيوتر، الهندسة الميكانيكية، الهندسة الطبية والطبية الحيوية
- كلية العلوم البيئية: العلوم البيولوجية والبيئية والجغرافيا والجيولوجيا
- كلية الرياضيات والعلوم الفيزيائية: الكيمياء والرياضيات والفيزياء والفيزياء الفلكية

حتى وقت قريب، كانت هناك كليتان، «كلية العلوم التطبيقية والتكنولوجيا» و «كلية العلوم والبيئة»، قبل أن تصبح «كلية العلوم» وأعيد تسميتها لاحقًا إلى «كلية العلوم والهندسة».
تشمل الكلية المراكز البارزة للبحث البيئي، ومعهد دراسات مصبات الأنهار والسواحل، ومركز للفيزياء الفلكية ومركز المواد المتقدمة.

### كلية الآداب والثقافة والتعليم

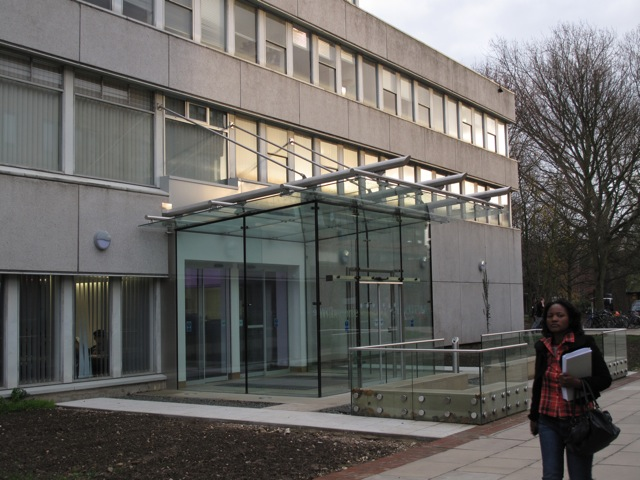
المدخل لمبنى ويلبرفورس

- مدرسة الآداب: دراما؛ الإنجليزية؛ الأفلام والوسائط الرقمية؛ موسيقى
- كلية التربية والعلوم الاجتماعية: علم الإجرام؛ التربية والتعليم ودراسات الطفولة؛ علم الاجتماع والعلوم الاجتماعية؛ العمل الاجتماعي والشباب وتنمية المجتمع
- مدرسة التاريخ واللغات والثقافات: الدراسات الأمريكية؛ تاريخ؛ اللغات والثقافات الحديثة؛ فلسفة

### كلية العلوم الصحية
- كلية هال يورك الطبية
- كلية الصحة والعمل الاجتماعي : الصحة وعلوم المسعفين والتمريض والقبالة؛ العمل الاجتماعي والشباب وتنمية المجتمع
- كلية علوم الحياة : العلوم الطبية الحيوية؛ علم النفس؛ الرياضة والصحة وعلوم التمرين

### كلية الأعمال والقانون والسياسة
- كلية إدارة الأعمال بجامعة هال: المحاسبة والمالية، والأعمال التجارية والإدارة، والاقتصاد واقتصاديات الأعمال، والتسويق، والخدمات اللوجستية وإدارة سلسلة التوريد
- كلية القانون والسياسة: القانون والسياسة والعلاقات الدولية

### معهد ويلبرفورس
هو معهد يقوم بأبحاث الدراسات العليا في مجال العبودية وحقوق الإنسان.

### مركز الدراسات التاريخية البحرية
يوفر مركز الدراسات التاريخية البحرية بالجامعة درجة البكالوريوس في التاريخ والتاريخ البحري ودبلوم عبر الإنترنت في التاريخ البحري ودكتوراه في التاريخ البحري.

## الحياة الطلابية

### اتحاد الطلبة

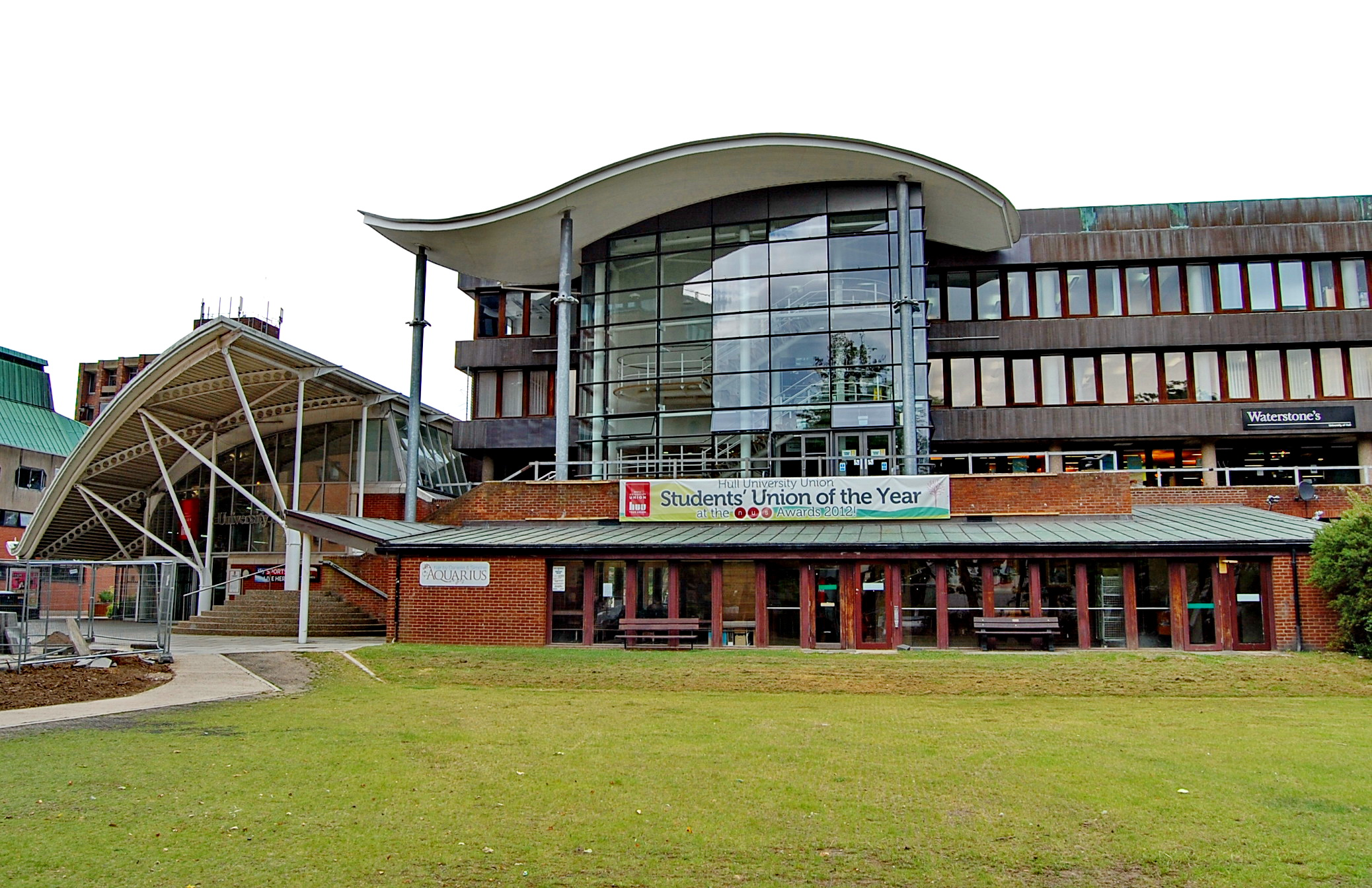
اتحاد جامعة هال

اتحاد جامعة هل هو المزود الرئيسي لخدمات الطعام والترفيه للطلاب في الحرم الجامعي. كما أنه لديه أكثر من 100 جمعية طلابية تابعة لها، كما يدير مركزًا تطوعيًا وخيريًا.
ينتسب ما يقرب من 50 ناديًا رياضيًا إلى اتحاد الطلاب الرياضي، ويتنافس العديد منها في بطولات الجامعة الوطنية التابعة لاتحاد الطلاب. حصل اتحاد الجامعات على جائزة اتحاد طلاب العام في يوليو 2012.
هناك صحيفة طلابية شهرية، ومحطة تلفزيونية على الإنترنت، ومحطة إذاعية للطلاب.

### سكن الطلاب
يوجد بالجامعة ثلاث قاعات سكنية رئيسية في الحرم الجامعي:
- يقع فندق تايلور كورت بجوار مبنى وايبرفورس ويضم 288 طالبًا في غرف بحمامات داخلية مع مطابخ مشتركة.[28]
- تم افتتاح كورتيارد في عام 2016 ويقع بجوار اتحاد الطلاب، ويضم 562 طالبًا في غرف بحمامات داخلية بالإضافة إلى بعض الشقق على السطح.[29]
- افتتحت ويستفيلد كورت جزئيًا في عام 2018، وبشكل كامل في عام 2019 في موقع كلية الطب السابقة. يضم ما مجموعه 1462 طالبًا في مزيج من الشقق الفردية والعنقودية.[30]

## خريجون بارزون
- توني غالفين، لاعب كرة قدم دولي أيرلندي ولاعب نادي توتنهام هوتسبر سابقًا.
- أنتوني غيدنز (اللورد غيدنز)، عالم اجتماع ومستشار للحكومة البريطانية.
- فيصل القاسم مقدّم برامج، نال منها دكتوراه في الأدب الإنجليزي
- جون بريسكوت، نائب رئيس وزراء المملكة المتحدة.
- روي هاترسلي، نائب زعيم حزب العمال في المملكة المتحدة.
- السياسي والمؤلف كريس مولين.
- الشاعر روجر ماكجو.

## من مشاهير الأساتذة
- جاكوب برونوفسكي: عالم رياضيات بولندي (عمل بالجامعة بين عامي 1934 و1942)

## بعض من حصلوا على درجات فخرية من جامعة هل
- السير بن كينغسلي: ممثل إنجليزي (من مواليد سكاربورو)
- بييرلويجي كولينا: حكم كرة قدم إيطالي.
- جون هرت: ممثل إنجليزي
- ديزموند توتو: كبير أساقفة كيب تاون
- علي فرماوي رجل الأعمال المصري

## وصلات خارجية
- الموقع الرسمي لجامعة هل (بالإنجليزية)